# Драгунов, Александр Александрович
Алекса́ндр Алекса́ндрович Драгуно́в (21 февраля (5 марта) 1900, Санкт-Петербург — 21 февраля 1955, Ленинград) — российский (советский) филолог-востоковед, исследователь дунганского и иных диалектов китайского языка.
Выпускник факультета общественных наук Ленинградского государственного университета (1925). Его профессиональная деятельность была связана с Институтом востоковедения АН СССР, где он проработал с 1928 до конца жизни. Параллельно он вёл преподавательскую работу: в разное время читал лекции в Военно-политической академии им. Н. Г. Толмачёва (1925–1926 и 1935), Ленинградском восточном институте (1928–1942), а также в вузах Дальнего Востока — Дальневосточном университете и Педагогическом институте им. В. В. Куйбышева (1930–1936). Кроме того, в 1930–1936 годах он участвовал в работе комиссии, занимавшейся латинизацией китайской письменности.
Описал неизвестную до того времени группу диалектов в Центральном Китае. Провёл большую работу по восстановлению фонетической структуры среднекитайского языка XII—XIV веков, привлекая к работе некитайские источники. Исследовал проблемы частей речи в китайском языке и другие вопросы фонологии и грамматики китайского языка. Одним из первых высказал предположение, что 23-я буква тибетского алфавита является фрикативной согласной независимо от её положения в слове. Среди учеников Драгунова — Сергей Яхонтов и Евгений Серебряков.

## Основные научные работы
- Исследования в области дунганской грамматики, часть 1 — «Категория вида и времени в дунганском языке (диалект Ганьсу)», «Труды Института востоковедения АН СССР», 1940, т. 27;
- Исследования по грамматике современного китайского языка, т. 1, М.—Л., 1952; «Грамматическая система современного китайского разговорного языка», Л., 1962.